# Shuttle America
Shuttle America (Shuttle America Corporation) — в прошлом региональная авиакомпания Соединённых Штатов Америки со штаб-квартирой в Индианаполисе (Индиана), США, являлась полностью дочерним подразделением авиационного холдинга Republic Airways Holdings. В 2017 прекратила существование по причине объединения с Republic Airways.
Shuttle America выполняла регулярные пассажирские перевозки под следующими торговыми марками (брендами) магистральных авиакомпаний США:
- United Express авиакомпании United Airlines, используя в качестве узловых аэропортов Международный аэропорт Вашингтон Даллес, Международный аэропорт Денвер и Международный аэропорт О’Хара;
- Delta Connection и Delta Shuttle авиакомпании Delta Air Lines, используя в качестве хабов Международный аэропорт Хартсфилд-Джексон Атланта и Нью-Йоркский аэропорт Ла Гардиа.

Заключено также партнёрское соглашение с авиакомпанией Mokulele Airlines на организацию местных авиаперевозок тремя самолётами через хаб в Международном аэропорту Гонолулу.

## История
Авиакомпания Shuttle America была образована в 1995 году в городе Виндзор-Локс (Коннектикут) и начала пассажирские перевозки 12 ноября 1998 года. Shuttle America первоначально создавалась как бюджетная авиакомпания для работы на пригородных и междугородних маршрутах из Международного аэропорта Брэдли.
Перед началом коммерческой деятельности компании была проведена широкомасштабная рекламная кампания по информированию населения о «супернизких тарифах», в которой указывались цены на авиабилеты в размере порядка 29 долларов США. Первым регулярным рейсом авиакомпании стал маршрут из Хартфорда (штат Коннектикут) в Буффало (штат Нью-Йорк), выполнявшийся на 50-и местном самолёте Bombardier Dash 8-300 (регистрационный номер N801SA) с кожаными пассажирскими сиденьями и в ливрее нестандартной творческой окраски. За первый год своей деятельности авиакомпания сумела существенно расширить свою маршрутную сеть и пополнить собственный флот новыми самолётами.
В 1999 году руководство Shuttle America предприняло неоднозначно оцениваемый специалистами шаг по переносу операционной деятельности авиакомпании на рынок авиаперевозок Бостона. Вместо того, чтобы выбрать (как это принято в авиационной отрасли США) своим хабом крупный бостонский Международный аэропорт Логан, авиакомпания разместила свой узел в близлежащем небольшом Аэропорту Хэнском-Филд. Находящийся всего в 19 километрах западнее Бостона, со своими бесплатными парковочными зонами, фирмами по сдаче в аренду автомобилей, а также удобно расположенной автомагистралью I-95, аэропорт вскоре был окрещён как «Раздражающе-бесплатный Хэнском-филд».
Из аэропорта Хэнском-Филд Shuttle America начала выполнять регулярные рейсы в Буффало, Нью-Йорк (аэропорт Ла Гуардиа), Трентон (Нью-Джерси) и Гринсборо (Северная Каролина) с посадкой в Трентоне. К этому времени аэропорт Трентона фактически стал хабом авиакомпании, поскольку географически находился в самом центре её маршрутной сети. В 2000 году Shuttle America располагала собственным флотом из шести самолётов и перевозила более трёх тысяч пассажиров ежедневно. К уже существующим рейсам были добавлены маршруты в Олбани (Нью-Йорк), Айслип (Нью-Йорк), Норфолк (Виргиния) и Уилмингтон (Делавэр). Несмотря на быстрое развитие маршрутной сети, авиакомпания вскоре столкнулась с серьёзными финансовыми проблемами.
За несколько недель до событий 11 сентября 2001 года авиакомпания Shuttle America объявила себя банкротом и была приобретена авиационным холдингом «Wexford Holdings LLC.», в который уже входила другая региональная авиакомпания Chautauqua Airlines. Маршрутная сеть Shuttle America претерпела изменения и, с заключением партнёрского соглашения с US Airways на выполнение перевозок под брендом US Airways Express, авиакомпания начала регулярные рейсы из хабов US Airways в Международном аэропорту Филадельфии и Международном аэропорту Питтсбурга. В этот же период рейсы Shuttle America переводятся на небольшие самолёты Bombardier Dash 8-100, а также на поступающие из Chautauqua Airlines турбовинтовые Saab 340C. Некоторое время спустя Dash 8-100 были реализованы нескольким авиакомпаниям, включая Caribbean Star и Piedmont Airlines.
В 2002 году штаб-квартира Shuttle America переехала в Форт-Уэйн (Индиана), а в 2005 году авиакомпания была приобретена авиационным холдингом Republic Airways Holdings, штаб-квартира которого находится в городе Индианаполис (штат Индиана).

## Операционная деятельность
В настоящее время Shuttle America содержит пять пилотных баз в аэропортах в Атланты, Колумбуса, Чикаго, Индианаполиса и Гонолулу. Флот авиакомпании состоит из региональных реактивных самолётов Embraer 170 (ERJ-170) с пассажирскими салонами в двухклассной компоновке: по 6 мест в салоне первого класса и по 64 места в салоне экономического класса. Лайнеры ERJ-170 первоначально эксплуатировались в авиакомпании Chautauqua Airlines, однако в 2005 году Chautauqua Airlines была вынуждена передать эти самолёты в партнёрскую по холдингу Republic Airways Holdings авиакомпанию Shuttle America после заявлений профсоюза пилотов American Airlines о нарушении ограничения на размеры воздушных судов в региональных авиакомпаниях, использующих бренд AmericanConnection. С июля 2008 года Shuttle America вводит в свой флот более вместительные самолёты Embraer E-Jet, постепенно заменяя ими ERJ-170.
С конца 2008 года Shuttle America заменила региональные авиакомпании, работающие под брендом Delta Shuttle, на нагруженном маршруте Нью-Йорк (Аэропорт Ла Гуардиа)—Вашингтон (Национальный аэропорт имени Рональда Рейгана). Рейсы на данном маршруте в течение десятилетия выполнялись самолётами MD-88 с ежечасными вылетами из обоих аэропортов. Кроме того, в ведение Shuttle America также перешли регулярные ежечасные рейсы Вашингтон (Национальный аэропорт имени Рональда Рейгана)—Бостон (Международный аэропорт Логан), ранее обслуживаемые авиакомпаниями Comair и Chautauqua Airlines в рамках партнёрской программы Delta Shuttle.

## Маршрутная сеть авиакомпании
По состоянию на декабрь 2008 года авиакомпания выполняла регулярные рейсы в следующие аэропорты:

### Под брендомUnited Express
- Альбукерке — Международный аэропорт Альбукерке
- Атланта — Международный аэропорт Хартсфилд-Джексон Атланта
- Остин — Международный аэропорт Остин-Бергстром
- Сидар-Рапидс — Аэропорт Восточной Айовы
- Чикаго — Международный аэропорт О'Хара
- Колумбус — Международный аэропорт Порт-Колумбус
- Даллас/Форт-Уэрт — Международный аэропорт Даллас/Форт-Уэрт
- Денвер — Международный аэропорт Денвер
- Де-Мойн — Международный аэропорт Де-Мойн
- Эдмонтон — Международный аэропорт Эдмонтон
- Форт-Майерс — Международный аэропорт Юго-Западная Флорида
- Гранд-Рапидс — Международный аэропорт имени Джеральда Р.Форда
- Галифакс — Международный аэропорт Галифакс
- Хартфорд/Спрингфилд — Международный аэропорт Брэдли
- Хьюстон — Международный аэропорт Хьюстон Интерконтинентал
- Индианаполис — Международный аэропорт Индианаполис
- Канзас-Сити — Международный аэропорт Канзас-Сити
- Луисвилл — Международный аэропорт Луисвилл
- Майами — Международный аэропорт Майами
- Миннеаполис/Сент-Полс — Международный аэропорт Миннеаполис/Сент-Пол
- Монреаль — Международный аэропорт имени Пьера Эллиота Трюдо
- Мёртл-Бич — Международный аэропорт Мёртл-Бич только по выходным дням
- Новый Орлеан — Международный аэропорт имени Луи Армстронга
- Нью-Йорк — Международный аэропорт имени Джона Кеннеди
- Норфолк/Вирджиния-Бич — Международный аэропорт Норфолк
- Оттава — Международный аэропорт Макдональд-Картье
- Питтсбург — Международный аэропорт Питтсбург
- Торонто — Международный аэропорт Торонто Пирсон
- Вашингтон — Международный аэропорт Вашингтона Даллес
- Уайт-Плейнс — Аэропорт округа Вестчестер

### Под брендомDelta Connection
- Атланта — Международный аэропорт Хартсфилд-Джексон Атланта
- Остин — Международный аэропорт Остин-Бергстром вторник/среда
- Бирмингем — Международный аэропорт Бирмингем-Шаттлсворт
- Бостон — Международный аэропорт Логан
- Чарлстон — Международный аэропорт Чарлстон только по выходным дням
- Чикаго — Международный аэропорт Чикаго-Мидуэй
- Колумбия — Аэропорт Колумбии
- Колумбус — Международный аэропорт имени Джона Гленна
- Детройт — Столичный аэропорт Детройт округа Уэйн
- Гринвилл/Спартанберг — Международный аэропорт Гринвилл-Спартанберг
- Хьюстон
  - Международный аэропорт Хьюстон Интерконтинентал вторник/среда
  - Аэропорт имени Уильяма П. Хобби
- Хантсвилл/Декейтер — Международный аэропорт Хантсвилл
- Индианаполис — Международный аэропорт Индианаполис
- Кингстон — Международный аэропорт имени Нормана Мэнли 3 раза в неделю
- Ноксвилл — Аэропорт Макги-Тисона
- Луисвилл — Международный аэропорт Луисвилл
- Мемфис — Международный аэропорт Теннесси по выходным дням
- Милуоки — Международный аэропорт имени генерала Митчелла по выходным дням
- Миннеаполис/Сент-Полс — Международный аэропорт Миннеаполис/Сент-Пол
- Мобил/Паскагула — Региональный аэропорт Мобил
- Монтеррей — Международный аэропорт имени генерала Мариано Эскобедо
- Нашвилл — Международный аэропорт Нашвилл
- Новый Орлеан — Международный аэропорт имени Луи Армстронга
- Нью-Йорк
  - Международный аэропорт имени Джона Кеннеди
  - Аэропорт Ла Гардиа
- Сан-Антонио — Международный аэропорт Сан-Антонио по выходным дням
- Сент-Луис — Международный аэропорт Ламберт Сент-Луис по выходным дням
- Таллахасси — Региональный аэропорт Таллахасси воскресенье
- Вашингтон — Международный аэропорт имени Рональда Рейгана
- Уайт-Плейнс — Аэропорт округа Вестчестер

### В партнёрстве сMokulele Airlines
- Гонолулу — Международный аэропорт Гонолулу
- Кахулуи — Аэропорт Кахулуи
- Каилуа — Международный аэропорт Кона
- Лихуэ — Аэропорт Лихуэ
- Кона — Международный аэропорт Кона

## Флот
По состоянию на 13 января 2010 авиакомпания Shuttle America эксплуатировала воздушный флот, состоящий из следующих самолётов:

## Авиапроисшествия и несчастные случаи
- 18 февраля 2007 года, рейс 6448 Атланта-Кливленд под брендом Delta Connection. Самолёт Embraer 170 следовал из Международного аэропорта Хартсфилд-Джексон и при совершении посадки на полосу 28 Международного аэропорта Кливленда Хопкинс выкатился за пределы ВПП и врезался в ограждающий забор. Никто из 70 пассажиров и четырёх членов экипажа серьёзно не пострадал.